# Zajko Zeba
Zajko Zeba (* 22. Mai 1983 in Sarajevo, SFR Jugoslawien) ist ein bosnischer Fußballspieler, der momentan beim FK Olimpik Sarajevo unter Vertrag steht. Seine bevorzugte Position ist das Mittelfeld.

## Karriere
Er begann seine Karriere als Jugendspieler beim Željezničar Sarajevo, einen Einsatz für die erste Mannschaft bekam Zeba allerdings nicht. Er wechselte danach zum FK Olimpik Sarajevo. Gute Spiele weckten Interesse bei stärkeren Fußballmannschaften aus Bosnien und Herzegowina, und Zeba unterzeichnete einen Vertrag beim NK Brotnjo Čitluk. Zeba brillierte auch hier, was dazu führte, dass Željezničar ihn 2004 als Leihspieler zurückholte. Aber nur nach einigen Monaten wechselte er zum HŠK Zrinjski Mostar.
Sein erster ausländischer Verein war der NK Maribor aus Slowenien. Er spielte in zwei verschiedenen Vereinen aus Russland, je er wieder zurück nach Sarajevo kam. In der Premijer Liga spielte er außerdem noch für FK Sloboda Tuzla, wo er auch der Kapitän war.
Im Sommer 2018 beendete er nach seinem Gastspiel bei FK Željezničar Sarajevo eigentlich seine Karriere, doch schon im Januar 2019 nahm ihn FK Olimpik Sarajevo erneut unter Vertrag.

## Nationalmannschaft
Zeba bestritt fünf Spiele für die bosnisch-herzegowinische Fußballnationalmannschaft.

## Erfolge
- Bosnisch-Herzegowinischer Meister: 2012, 2013
- Bosnisch-Herzegowinischer Pokalsieger: 2011, 2012, 2018